# Gerris lacustris
Gerris lacustris és una espècie d'heteròpter de l'infraordre Gerromorpha. És una de les xinxes coneguda popularment com a sabater. És de color negre marronós i el seu cos fa aproximadament un centímetre. Aquesta espècie és present a Europa i al nord d'Àfrica, on habita una gran varietat de masses d'aigua, i es tracta d'un animal comú a Catalunya. Un dels trets més característics d'aquest animal és la seva capacitat per «patinar» per sobre l'aigua sense enfonsar-se.

## Descripció
El seu cos acostuma a mesurar entre 8 i 10 mm, però si es tenen en compte les seves potes, molt llargues, pot assolir una envergadura superior. Les potes de davant són curtes i serveixen per agafar i aguantar les preses. Les potes del mig i del darrere són llargues i primes. Les del mig s'empren com a "timons" i les altres es fan servir per a propulsar-se per sobre la superfície de l'aigua. Tenen un rostrum curt i poderós, que els serveix per a esquinçar el menjar. Existeixen algunes formes d'aquesta espècie amb ales enganxades al cos. Són carnívors, ja que s'alimenten d'insectes que troben a la superfície de l'aigua.

## Cicle vital
Els adults acaben l'hivernació cap a finals d'abril o maig i les femelles ponen els ous al maig. Aquests ous tarden uns 12-14 dies a desenvolupar-se, però el moment en què comença la incubació depèn de la temperatura. En el seu tipus de desenvolupament, conegut com a metamorfosi incompleta, les larves d'aquesta espècie són més grans i llargues a mesura que avancen a través dels 5 estadis larvaris. En un període comprès entre 24 i 30 dies, Gerris lacustris assoleix l'estadi adult. Les formes que presenten ales tarden més temps a madurar.